# جورج باسيت كلارك
جورج باسيت كلارك (بالإنجليزية: George Bassett Clark)‏ هو عالم فلك أمريكي، ولد في 14 فبراير 1827 في لوويل في الولايات المتحدة، وتوفي في 20 ديسمبر 1891 في كامبريدج في الولايات المتحدة.